# شهرک امام (نی‌ریز)
شهرک امام (ریزاب)، روستایی از توابع بخش قطرویه شهرستان نی‌ریز در استان فارس ایران است. شهرک امام مرکز دهستان ریزاب است و گویش مردمی روستای ریزاب نیز خوانده می‌شود

## رتبه در استان
شهرک امام (روستای ریزاب) مرکز دهستان ریزاب با ۳۸۴۰ تنجمعیت طبق آمار رسمی سازمان آمار ایران در سرشماری عمومی نفوس و مسکن سال ۹۵ بزرگترین روستای شهرستان نی ریز یکی از روستاهای بزرگ استان فارس است و از ۲۷ شهر استان جمعیت بیشتری دارد 
- منبع: فهرست شهرهای استان فارس
- منبع: فهرست روستاهای بزرگ استان فارس

| ردیف | نام شهر    | نام شهرستان  | تاریخ تاسیس شهرداری | جمعیت (۱۳۹۵) |
| ---- | ---------- | ------------ | ------------------- | ------------ |
| ۱    | نوجین      | فراشبند      | ۱۳۸۸                | ۳،۷۶۹        |
| ۲    | فال        | مهر          | ۱۳۹۷                | ۳،۷۵۷        |
| ۳    | کامفیروز   | مرودشت       | ۱۳۸۲                | ۳،۷۱۳        |
| ۴    | خیرآباد    | خرامه        | ۱۳۹۸                | ۳۷۰۱         |
| ۵    | رستاق      | داراب        | ۱۳۹۷                | ۳٬۵۹۸        |
| ۶    | مزایجانو   | بوانات       | ۱۳۹۱                | ۳،۵۶۷        |
| ۷    | دهرم       | فراشبند      | ۱۳۸۸                | ۳،۴۶۸        |
| ۸    | کوهنجان    | سروستان      | ۱۳۸۹                | ۳،۲۸۱        |
| ۹    | خوزی       | مُهر          | ۱۳۹۱                | ۳،۲۴۵        |
| ۱۰   | کوپن       | رستم         | ۱۳۹۱                | ۳،۲۳۷        |
| ۱۱   | اهل        | لامرد        | ۱۳۷۵                | ۳،۱۷۹        |
| ۱۲   | حسامی      | سرچهان       | ۱۳۸۹                | ۳،۱۳۱        |
| ۱۳   | سورمق      | آباده        | ۱۳۸۴                | ۳،۰۵۰        |
| ۱۴   | اسیر       | مُهر          | ۱۳۸۹                | ۳،۰۴۲        |
| ۱۵   | خانمین     | مرودشت       | ۱۳۹۱                | ۳،۰۲۰        |
| ۱۶   | دوبرجی     | داراب        | ۱۳۸۸                | ۲،۹۰۷        |
| ۱۷   | قطرویه     | نی‌ریز        | ۱۳۸۸                | ۲،۸۹۵        |
| ۱۸   | نودان      | کوه‌چنار      | ۱۳۷۹                | ۲،۸۹۲        |
| ۱۹   | افزر       | قیر و کارزین | ۱۳۸۴                | ۲،۶۵۷        |
| ۲۰   | رامجرد     | مرودشت       | ۱۳۸۸                | ۲،۵۵۰        |
| ۲۱   | نوبندگان   | فسا          | ۱۳۸۴                | ۲،۴۱۰        |
| ۲۲   | چاه ورز    | لامرد        | ۱۳۹۷                | ۲،۳۹۱        |
| ۲۳   | حسن آباد   | اقلید        | ۱۳۸۸                | ۲،۰۴۵        |
| ۲۴   | سلطان‌شهر   | خرامه        | ۱۳۹۱                | ۱،۹۲۸        |
| ۲۵   | مادرسلیمان | پاسارگاد     | ۱۳۹۱                | ۱،۵۴۶        |
| ۲۶   | بابامنیر   | ممسنی        | ۱۳۹۱                | ۱،۳۷۹        |
| ۲۷   | دوزه       | جهرم         | ۱۳۸۹                | ۱،۳۴۸        |
| ۲۸   | محمله      | خنج          | ۱۳۹۸                | ۶۱۲          |

## جمعیت
شهرک امام با جمعیت ۳۸۴۰ طبق آمار  سرشماری عمومی نفوس و مسکن سال ۹۵  بیشترین جمعیت در بین همه مناطق مسکونی بخش قطرویه دارد حتی از شهر قطرویه (۲۸۹۵) نیز بیشتر است